# San Bartolomé de las Abiertas
San Bartolomé de las Abiertas település Spanyolországban, Toledo tartományban. San Bartolomé de las Abiertas Santa Ana de Pusa, Retamoso de la Jara, Alcaudete de la Jara, Las Herencias, La Pueblanueva és San Martín de Pusa községekkel határos. Lakosainak száma 603 fő (2024).

## Népesség
A település népessége az utóbbi években az alábbiak szerint változott:
| Lakosok száma | 480  | 457  | 546  | 577  | 562  | 508  | 464  | 447  | 533  | 603  |
|               | 2001 | 2004 | 2007 | 2009 | 2012 | 2014 | 2017 | 2019 | 2022 | 2024 |